# Shorea pinanga
Shorea pinanga är en tvåhjärtbladig växtart som beskrevs av Rudolph Herman Scheffer. Shorea pinanga ingår i släktet Shorea och familjen Dipterocarpaceae. Inga underarter finns listade i Catalogue of Life.